# Кристиана Емилия фон Шварцбург-Зондерсхаузен
Кристиана Емилия Антония фон Шварцбург-Зондерсхаузен (на немски: Christiane Emilie Antonie von Schwarzburg-Sondershausen; * 13 март 1681, Зондерсхаузен; † 1 ноември 1715, Миров) е принцеса от Шварцбург-Зондерсхаузен и чрез женитба херцогиня на Мекленбург-Щрелиц (1705 – 12 май 1708). Тя е баба на британската кралица София Шарлота.

## Произход
Тя е дъщеря на княз Кристиан Вилхелм фон Шварцбург-Зондерсхаузен (1647 – 1721) и първата му съпруга графиня Антония Сибила фон Барби-Мюлинген (1641 – 1684), дъщеря на граф Албрехт Фридрих фон Барби и Мюлинген (1597 – 1641) и графиня София Урсула фон Олденбург-Делменхорст (1601 – 1642).Баща ѝ Кристиан Вилхелм се жени втори път през 1684 г. за принцеса Вилхелмина Кристина фон Саксония-Ваймар (1658 – 1712).

## Фамилия
Kристиана Емилия се омъжва на 10 юни 1705 г. в Щрелиц за херцог Адолф Фридрих II фон Мекленбург-Щрелиц (* 19 октомври 1658; † 12 май 1708). Тя е третата му съпруга. Те имат две деца:
- София Kристиана Луиза (* 11 декември 1706, Щрелиц; † 22 декември 1708, Щрелиц)
- Карл Лудвиг Фридрих (* 23 февруари 1708, Щрелиц; † 5 юни 1752, Миров), принц на Мекленбург-Щрелиц, „принц фон Миров“, женен на 15 февруари 1735 г. в Айзфелд за принцеса Елизабета Албертина фон Саксония-Хилдбургхаузен (1713 – 1761), баща на британската кралица София Шарлота (1744 – 1818), омъжена на 8 септември 1761 г. за крал Джордж III (1738 – 1820)